# Sebastiano Tusa
Sebastiano Tusa (Sicília, 2 de agosto de 1952 - Bishoftu, 10 de março de 2019) foi um arqueólogo e político italiano que serviu como conselheiro para o Patrimônio Cultural da Região Siciliana da Itália de 11 de abril de 2018 até sua morte em 10 de março de 2019. Tusa também atuou como professor de paleontologia na Suor Orsola Benincasa University de Nápoles.

## Biografia
Sebastiano era filho do arqueólogo Vincenzo Tusa. Ele é formado em Letras com especialização em Paleontologia pela Universidade Sapienza de Roma. Como gerente da administração regional da Sicília desde 1993, foi responsável pela seção de arqueologia do Centro Regional de Desenho e Restauração. Em 2003, durante as escavações que realizou em Pantelleria, foram encontrados três retratos imperiais romanos.
Abandonando a pesquisa de campo, Tusa tratou da gestão do patrimônio cultural nas funções da região da Sicília, liderando a superintendência de Trapani. Em 2004 foi nomeado o primeiro Superintendente do Mar pelo Departamento de Patrimônio Cultural da Região da Sicília. Ele organizou missões arqueológicas na Itália, Paquistão, Irã e Iraque.
Em 2005 liderou as escavações em Mócia, trazendo à luz, a estrada submersa que conduz à ilha, bem como estruturas identificáveis como cais. Em 2008, Tusa e Folco Quilici realizaram um documentário sobre a pré-história do Mediterrâneo em Pantelária. As escavações que promoveram e conduziram no campo por Fabrizio Nicoletti e Maurizio Cattani, também confirmaram o papel de Pantelária como uma "encruzilhada para mercadores" nos tempos antigos. 
Em janeiro de 2010, ele foi nomeado membro honorário da Associação Nacional de Arqueólogos. Em 2012 voltou a chefiar a Superintendência do Mar da Região. Em março de 2012, Tusa foi candidato à Câmara Municipal de Palermo na lista da FLI, mas perdeu a eleição. Depois de deixar a Superintendência do Mar, em 11 de abril de 2018 foi nomeado vereador do Patrimônio Cultural pelo presidente da Região Siciliana Nello Musumeci, em substituição a Vittorio Sgarbi.

## Morte
Tusa foi uma das 157 pessoas mortas no acidente do voo 302 da Ethiopian Airlines, em 10 de março de 2019. O avião voava de Addis Ababa para Nairóbi. Ele se dirigia para Malindi, onde havia sido convidado a participar de uma conferência organizada pela UNESCO. Ele tinha 66 anos.
Tusa deixou sua esposa, Valeria Patrizia Li Vigni, a diretora do Museu Palazzo Riso de Arte Contemporânea de Palermo.

### Trabalho acadêmico
Dos anos 2000 até sua morte, Tusa foi professor de Arqueologia Marinha durante uma graduação de três anos em Biologia Marinha, com sede em Trapani, Universidade de Palermo. Ele também foi professor de Paleontologia na Universidade Suor Orsola Benincasa de Nápoles e professor na Escola de Artes e Humanidades da Universidade de Bolonha. No ano letivo de 2015-16, ele foi professor contratado na Philipps University of Marburg, na Alemanha.